# Sas Imre
Sas Imre, névváltozatok: Sass, Polacsek, Pollacsek, született: Pollatschek Izidor (Budapest, Terézváros, 1902. július 20. – Auschwitzi koncentrációs tábor, 1944.) színész, Sas József édesapja.

## Életútja
Pollatschek Izidor budapesti születésű betűszedő és a gyöngyösi születésű Schwarcz Zsófia fiaként jött a világra. 1920. szeptember 1-jén tagja lett a Budapesti Színészek Szövetségének. Vidéken kezdte pályafutását, főként bonviván szerepeket alakított. 1928. augusztus 26-án Budapesten, a Terézvárosban feleségül vette Kohn Rózsát, akitől 1938-ban elvált. 1931–1932-ben a Szegedi Nemzeti Színház művésze volt, majd 1936-tól Békéscsabán, Nagykőrösön, Veszprémben, Szarvason, 1937-ben pedig Kőszegen, Pápán, Baján, Szekszárdon lépett színpadra. 1939. február 9-én Békéscsabán házasságot kötött a nála 14 évvel fiatalabb, ceglédi születésű Rusz Klárával. 1940 őszétől a Felvidéken játszott, 1942–43-ban a Goldmark-terem színpadán kabarék szereplője volt. Munkaszolgálatosként 1944. június 20-án Jászberénybe ment, onnan a hatvani gettóba szállított zsidókkal együtt Auschwitzba hurcolták, s társaival együtt kivégezték.